# Frogn
Gmina Frogn (norw. Frogn kommune) – norweska gmina leżąca w regionie Akershus. Jej siedzibą jest miasto Drøbak.
Frogn jest 395. norweską gminą pod względem powierzchni.

## Demografia
Według danych z roku 2005 gminę zamieszkuje 13 358 osób. Gęstość zaludnienia wynosi 152,79 os./km². Pod względem zaludnienia Frogn zajmuje 79. miejsce wśród norweskich gmin.
| Ludność Stan na 1 stycznia 2005 |         |           |        |
|                                 | Kobiety | Mężczyźni | Razem  |
| osób                            | 6554    | 6804      | 13 358 |
| %                               | 49,06%  | 50,94%    | 100%   |

| Wykształcenie Stan na 1 października 2004 |            |         |        |          |
|                                           | Podstawowe | Średnie | Wyższe | Nieznane |
| osób                                      | 1450       | 5693    | 2932   | 235      |
| %                                         | 14,06%     | 55,22%  | 28,44% | 2,28%    |

## Edukacja
Według danych z 1 października 2004:
- liczba szkół podstawowych (norw. grunnskolar): 7
- liczba uczniów szkół podst.: 2048

## Władze gminy
Według danych na rok 2011 administratorem gminy (norw. rådmann) jest Harald Hermansen, natomiast burmistrzem (norw. ordfører, d. borgermester) jest Thore Vestby.